# Léon Moeremans

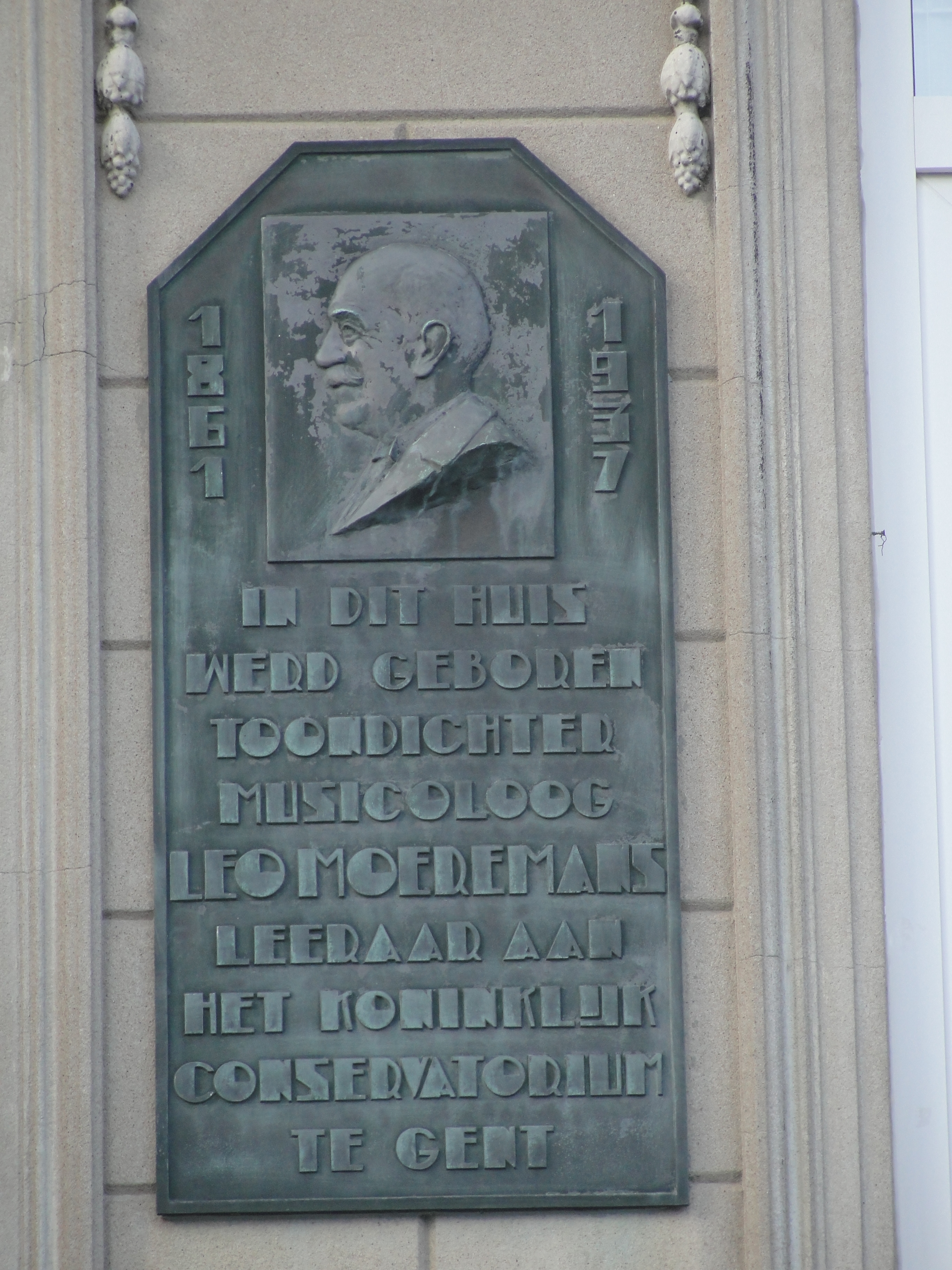
Gedenkplaat aan zijn geboortehuis te Ninove

Léon Moeremans (ook: Leo Moeremans) (Ninove, 22 december 1861 – Gent, 12 augustus 1937) was een Belgisch componist, muziekpedagoog, dirigent, muziekwinkelier (koperinstrumentenmaker en pianobouwer) alsook muziekuitgever.

## Levensloop
Moeremans studeerde aan het Koninklijk Conservatorium in Gent bij Adolphe Samuel alsook Karel Miry. Hij was een medestudent van de componist Paul Lebrun en van de componist, muziekpedagoog (directeur van het conservatorium Oostende) en dirigent Léon (Napoléon) Rinskopf, met wie hij later bevriend was. Na het behalen van zijn diploma's werd hij piano-begeleider en 42 jaar docent voor harmonie aan het conservatorium in Gent. Hij was eveneens directeur van de muziekschool in Waregem. Daarnaast vormde hij een aantal leerlingen ook door privé-studies. Tot zijn leerlingen behoorden de componist Robert Herberigs, de componist Jef Tinel, de componist Georges Lonque, de componist, dirigent en trompettist Gérard Favere, de componist Henri-Georges D’Hoedt, de componist en musicus Pieter Franz Uyttenhove, de componist Ernest Brengier, de componiste en violiste Jeanne Emilie Virginie Vignery en de componist Jan Decadt.
Hij was dirigent van de Koninklijke Muziekmaatschappij De Neerschelde uit Gentbrugge (Ledeberg-Gent) in de periode van 1888 tot 1896.
Als componist schreef hij twee cantates en werken voor orkest, harmonie- en fanfareorkest en piano, maar ook pedagogische werken. Hij is eveneens auteur van boeken zoals Cours d'harmonie théorique et pratique, Analyse des sonatas pour piano de L. van Beethoven en van Histoire de la musique en Europe. Verder had hij een muziekuitgeverij voor zijn eigen werken. Hij stichtte in 1906 in Gent een instrumentenfabriek voor piano's en had ermee veel succes (Universele Tentoonstelling Gent 1910, Gouden medaille Gent, 1913). Zijn piano's waren buiten de grenzen van België bekend. Al in 1899 bouwt hij trompetten, kornetten en bugels; verder heeft hij patentrechten op ventielen voor koperblaasinstrumenten.

## Trivia
In Ninove is een plaats, het Leo Moeremansplein naar hem vernoemd.

## Composities

### Werken voor orkest
- 1901 Symfonie "Pax Hossanna", in drie delen voor orkest
- 1911 Postlude
- 1911 Oedipus' dood, voor orkest
- 1911 Roem van Athene
- 1919 Aan onze Helden
- Au printemps
- Cortège de noces aux pays-bas uit de opera "Rink Folkema", voor orkest
- Impromptu, voor orkest
- Lied voor viool en orkest
- Nimfendans
- Slavische dans
- Vlaamsche Symphonie, voor orkest
- Vlaamse Mozaïek
- Vlaamse Symphonietta

### Werken voor harmonie- en fanfareorkest
- 1887 Au Pas
- 1887 Mie Katoen
- 1887 Miekens marsch
- 1889 Marche funèbre a la memoire de Charles Miry
- 1890 Jeunes Coeurs, wals
- 1890 l'Almee, ouverture voor harmonie- of fanfareorkest
- 1890 Marche des petits troupiers, voor harmonie- of fanfareorkest
- 1891 Doux accents, mazurka
- 1891 Les Troubadours, fantaisie
- 1892 Kaiser Wilhelm, mars
- 1892 Nella, Schottisch
- 1892 Sainte-Marie, processiemars
- 1895 En Fête, mars
- 1895 Le Borain, mars
- 1895 Le Petit Parisien, mars
- 1895 Rieuse, polka
- 1895 Valse des Amazone
- 1897 Marche Religieuse
- 1897 Charge de Dragons, mars
- 1897 Ocarina, caprice
- 1897 Union et Patrie
- 1898 Bismarck, mars
- 1898 Fantaisie pour soliste
- 1898 Fraternite, mars
- 1898 Gloire a Dieu, processiemars
- 1898 Marche du Triomphe !
- 1898 Mosaïk sur des airs Nationaux
- 1899 Ali-Baba, mars
- 1899 Gent - Tentoonstelling
- 1899 Kermesse Villageoise, fantaisie
- 1899 Trompetterkens Polka
- 1899 Violetta, wals
- 1933 Symphonie flamande, voor harmonie- of fanfareorkest (bewerking: Simon Poulin)
- Agnus Dei
- Danilo (houpla) - danse burlesque
- En Route
- Gavotte Irene
- La valse des Amazones
- Le patriote
- Marche funèbre
- Onze Jubilarissen !
- ou peut-on etre mieux?
- Rendez-vous de Chasse
- "'t ros bayard" (Ros Beyaert)

### Cantates
- 1901 rev. 1915 Zaaitijd, cantate voor bariton, gemengd koor en orkest
- 1905 Jubelcantate, cantate voor bariton, gemengd koor en orkest

### Muziektheater

#### Opera's
| Voltooid in | titel             | aktes  | première                                             | libretto    |
| ----------- | ----------------- | ------ | ---------------------------------------------------- | ----------- |
| 1926        | Beau Rival !      | 1 akte |                                                      | Emile Lebas |
| 1929        | Rink Folkema      |        | 18 januari 1930, Antwerpen, Koninklijk Vlaamse Opera |             |
| 1936        | Danilo            |        | 1936, Gent                                           |             |
| 1937        | In ‘t Scheldeland |        | 1937, Gent                                           |             |

#### Balletten
| Voltooid in | titel                    | aktes | première | libretto | choreografie |
| ----------- | ------------------------ | ----- | -------- | -------- | ------------ |
|             | Les Fiancailles de Flore |       |          |          |              |

### Vocale muziek

#### Werken voor koor
- 1886 Jachtlied, voor vierstemmig mannenkoor
- 1892 ons Vadr'n in vroeger eeuw, voor vierstemmig mannenkoor
- De eerste vlinder, voor tweestemmig kinderkoor en piano
- De Processie, voor gemengd koor
- De Schepping, voor solisten, gemengd koor en orkest
- Leg op mijn hert uw voorhoofd, voor gemengd koor
- Regenlied, voor tweestemmig kinderkoor en piano
- Sanctus, voor gemengd koor

#### Liederen
- 1884 Herinnering, voor zangstem en piano
- 1885 Vaderland, voor zangstem en piano
- 1891 Kerstlied (voor't jaar 1891)
- 1892 Kerstlied, voor zangstem en orgel
- 1897 Ik min haar, romance voor zangstem en piano
- 1902 Jeugd en liefde, voor zangstem en piano - tekst: Theofiel Coopman
- 1906 Gij, zonne, hebt gij geen heller licht?, voor zangstem en piano - tekst: Pol de Mont
- 1937 Het Piknikje, wiegelied voor sopraan (of tenor) en piano - tekst: Lambrecht Lambrechts
- Chanson de la rêveuse, voor sopraan en piano
- Chansons populaires Wallonnes, voor zangstem en piano
  1. St Nicolas, mon bon ami
  2. J'ai du bon tabac
  3. Maman ne veut pas
  4. Elle avait des yeux charmants
  5. Le peureux
- Het zwarte trommelaarken
- Je voudrais te le dire
- sa, moeder, is 't nog niet gedaan?
- Van 't maagdeken

### Kamermuziek
- Lied, voor cello en piano

### Werken voor orgel
- 1887 Prelude et Fugue en sol mineur

### Werken voor piano
- 1882 Irene, Gavotte
- 1884 Les Tziganes, Morceau caractéristique
- 1886 6 Sonatines Progressives, op.5 - 10
- 1889 Kermesse
- 1899 Gent - Tentoonstelling (Gand - exposition)
- 1919 A Nos Heros, ode symphonique voor vierhandig piano
- Finaud
- Gavotte des petites Bergères
- Kermisvreugd
- Morceau de Concert
- Rêverie
- Ritournelle
- Rondo des petits Matelots
- Vol de Papillon, caprice

## Publicaties
- Théorie sur les gammes, 1885.
- De eerste Stap - petit manuel pratique et théorique de la musique, 1889.
- Questionaire Musical, ( in 2 delen) in het Frans en Nederlands, 1894.
- Histoire de la musique en Europe, Maison Cnudde, 1936. 163 p.
- Analyse des sonatas pour piano de L. van Beethoven, L. Moeremans, 150 p.
- Cours d'harmonie théorique et pratique
- Grondregels van de Muziek, 3 delen
- Règles Fonamentales de la Musique 1ere Partie